# Isseka
Isseka är en ort i Australien. Den ligger i kommunen Northampton Shire och delstaten Western Australia, omkring 410 kilometer norr om delstatshuvudstaden Perth. Antalet invånare är 310.
Trakten runt Isseka är nära nog obefolkad, med mindre än två invånare per kvadratkilometer.. Närmaste större samhälle är Northampton, nära Isseka. 
Trakten runt Isseka består till största delen av jordbruksmark. Genomsnittlig årsnederbörd är 302 millimeter. Den regnigaste månaden är juni, med i genomsnitt 55 mm nederbörd, och den torraste är februari, med 4 mm nederbörd.